# Építészeti folyóiratok listája
Építészet tematikájú folyóirat.

## Magyarországi építészeti folyóiratok
- Építész Közlöny  Archiválva 2019. december 18-i dátummal a Wayback Machine-ben (Magyar Építész Kamara)
- Alaprajz  (Springer Media)
- Metszet  (Artifex Kiadó)
- OCTOGON  (Vertigo)
- ÁTRIUM  (Sanoma Budapest)
- Tér és Forma a 30-as évek híres avantgárd építészeti folyóirata volt
- Magyar Építőművészet  (MÉSZ)
- Építészfórum  – A legnagyobb magyar építészeti online napilap
- épülettár.hu[halott link]
- Városépítés A rendszerváltozásig a Magyar Urbanisztikai Társaság folyóirata
- Országépítő  (Kós Károly Egyesülés)

## A legrangosabb nemzetközi építészeti folyóiratok
- El Croquis  (spanyol/angol)
- Detail  (német/angol)
- Architectural Review  (angol)
- A10  Archiválva 2022. augusztus 8-i dátummal a Wayback Machine-ben (angol)
- Baumeister (német)
- Bauen + Wohnen (német)
- House + Home (angol)
- Architecture d'Aujourd'hui (francia)
- Domus (olasz)
- a+u (Architecture and Urbanism)  (japán/angol)
- AD Architectural Design (amerikai, Wiley, 1930 óta)

## Egyéb nemzetközi építészeti folyóiratok
- Ark (finn/angol)
- Arkitektur (svéd)
- DK Arkitektur (dán)
- MAJA Archiválva 2006. december 1-i dátummal a Wayback Machine-ben (észt/angol)
- 2G (spanyol/angol)
- JA (Japan Architect) (japán/angol)
- Shinkenchiku (japán)
- GA (Global Architecture) (japán)